# Chalcoscirtus rehobothicus
Chalcoscirtus rehobothicus là một loài nhện trong họ Salticidae.
Loài này thuộc chi Chalcoscirtus. Chalcoscirtus rehobothicus được Embrik Strand miêu tả năm 1915.